# عمر براون
عمر براون (بالإنجليزية: Omar Brown)‏ (و. 1988  م) هو لاعب كرة قدم أمريكية، من الولايات المتحدة، ولد في مونكس كورنر، يلعب كمُؤمن ‏.

## التعليم
تعلم في Berkeley High School (Moncks Corner, South Carolina) ‏.

## روابط خارجية
- عمر براون على موقع مرجع كرة القدم المحترفة.كوم (الإنجليزية)
- عمر براون على موقع كلية كرة القدم في سبورتس رفرنس.كوم (الإنجليزية)